# انتخابات ریاست‌جمهوری ایران (۱۳۷۲)
ششمین دوره انتخابات ریاست‌جمهوری ایران، انتخاباتی بود که برای تعیین رئیس‌جمهوری ایران پس از یک دوره ریاست جمهوری علی اکبر هاشمی رفسنجانی در ۲۱ خرداد ۱۳۷۲ برگزار شد.

## نامزدهای انتخاباتی
در این دوره ۱۲۸ نفر در انتخابات نام‌نویسی کردند و شورای نگهبان به دلیل عدم صلاحیت افراد، صلاحیت ۱۲۴ نفر را رد کرد. در این دوره از انتخابات چهار نامزد ریاست جمهوری با هم رقابت داشتند. عبدالله جاسبی (رئیس دانشگاه آزاد که عملاً منصوب هاشمی بود)؛ رجبعلی طاهری (نماینده مردم کازرون در دوره اول مجلس شورای اسلامی) و احمد توکلی رقبای رئیس‌جمهور وقت بودند. حضور دو چهرهٔ اول بیشتر به تأیید سیاست‌های هاشمی شباهت داشت و تنها دکتر احمد توکلی رقیب واقعی وی محسوب می‌گردید.

## رقابت‌های انتخاباتی

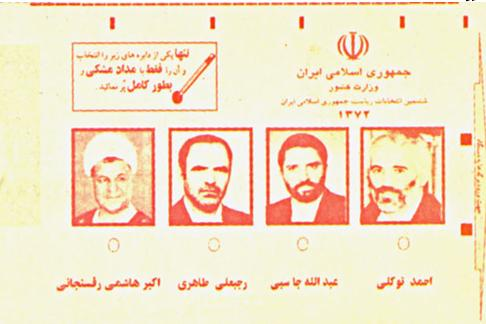
برگه رأی انتخابات

احمد توکلی در نطق‌هایش بر بی عدالتی اقتصادی و اجتماعی، ناکارآمدی سیاست‌ها و مدیریت‌ها، امتیاز طلبی و تجمل‌گرایی مقامات دولت، و کم‌اعتنایی آنان به مشارکت سیاسی مردم، سیاست‌های ایدئولوژی‌زدایی و رفاه طلبی تمرکز داشت و فهرست بلندی را که به عنوان سوء تدبیرها و سوء رفتارهای دولت پنجم در نظر داشت به چالش کشید.
کارگزاران دولت پنجم هم در این سو بیان می‌کردند که رفاه و سازندگی، ۲ ارمغان دولتشان است که سبب محبوبیت بی‌بدیل سردار آن (هاشمی) شده‌است.
حمایت اغلب تشکل‌های جناح راست از هاشمی بود. جامعه روحانیت مبارز که هاشمی از اعضای شورای مرکزیش بود به حمایت از هاشمی پرداخت. جامعه مدرسین اعلام کرد که هاشمی را ارجح می‌داند. روزنامه رسالت که زمانی توکلی سردبیر و از بنیانگذاران آن بود، به حمایت شدید از هاشمی پرداخت. حبیب‌الله عسگراولادی دبیرکل جمعیت مؤتلفه اسلامی نیز حمایت حزب متبوعش از هاشمی را اعلام کرد.
مجمع روحانیون مبارز از سال ۱۳۷۰ اعلام سکوت سیاسی کرده بود و در این انتخابات نیز موضعی نگرفت. برخی اعضای مجمع روحانیون اعلام کردند که نفیاً و اثباتاً در انتخابات شرکت نخواهند کرد. بهزاد نبوی از اعضای شورای مرکزی سازمان مجاهدین انقلاب در اظهارنظری انتخابات را تشریفاتی خواند که در آن برد هاشمی مسجل است.
این انتخابات در شرایطی برگزار شد که انفعال جناح چپ و انزواطلبی آن‌ها، شرایط را برای در دست گرفتن مجدد ریاست دولت توسط هاشمی مهیا می‌ساخت.
واجدین شرایط برای رای دادن در این انتخابات بیش از ۳۳ میلیون نفر بودند. از این تعداد ۱۶میلیون و ۶۰۰ هزار نفر در انتخابات شرکت کردند. هاشمی رفسنجانی با کسب حدود ۱۰ میلیون رأی، نزدیک به ۶۴ درصد آرای شرکت کنندگان و کمی بیش از ۳۲ درصد آرای کل واجدین شرایط را به دست آورد.
هاشمی رفسنجانی در دوره اول خود، در رقابت با تنها رقیب صوری (عباس شیبانی)، با کسب حدود ۱۵ و نیم میلیون رأی، ۹۴ درصد آرای شرکت‌کنندگان و ۵۱ درصد آرای کل واجدین شرایط را به دست آورده بود که در شرایط کنونی حدود ۵ میلیون ریزش رای داشت.
توکلی در این انتخابات موفق شد بیش از ۴ میلیون رای را به خود جلب کند که به نوبهٔ خود موضوع بی‌سابقه‌ای در تاریخ انتخابات‌های ریاست جمهوری گذشته بود. در انتخابات گذشته همواره جز کسی که از ابتدا ریاست جمهوری اش قابل پیش‌بینی بود، مابقی رأی قابل توجهی کسب نمی‌کردند.
احمد توکلی نتیجه این حضور خود را شکست نمی‌داند. وی در این رابطه می‌گوید: «نتیجهٔ کار بنده در آن سال نه‌تنها شکست نبود، بلکه یک نوع پیروزی بود؛ چرا که بعد از آن، به تدریج دوستان مجلس چهارم برای مقابله با اشتباهات اقتصادی- سیاسی اطرافیان رئیس‌جمهور وقت (که بعدها کارگزاران سازندگی نام گرفتند) اعتماد به نفس پیدا کردند.»
علی لاریجانی دربارهٔ نگاه هاشمی به رقیبش (توکلی) در این انتخابات در خاطرات خود از روز ۲۹ دی ماه ۱۳۷۲ می‌نویسد: «یادم هست وقتی بحث ریاست جمهوری در ماه‌ها پیش مطرح بود، روزی قبل از این که دولت تشکیل شود، با آقای هاشمی صحبت کردم که امروز آقای توکلی پیش من آمده و مصمم شده که در انتخابات شرکت کند. به آقای هاشمی گفتم ورود احمد توکلی رأی شما را کم خواهد کرد. آقای هاشمی پرسیدند مثلاً چقدر رأی می‌آورد. گفتم ۲ یا ۳ میلیون رأی دارد، خندیدند و گفتند ۲۰۰، ۳۰۰ هزار رأی هم ندارد! بعد معلوم شد چنین نیست… قبل از انتخابات ریاست جمهوری که طرحی در مورد ساماندهی افکار عمومی در مورد انتخابات را در دولت به عنوان وزیر فرهنگ مطرح کردم، نقد و بررسی زیادی شد. سخن آقای غرضی (وزیر پست، تلگراف و تلفن) از همه جالب‌تر بود که گفتند آقای هاشمی احتیاج به طرح ندارد، همین الآن حدود ۱۸ میلیون رأی مربوط به شماست، یک قدری کار کنیم، ۲۰ میلیون رأی می‌شود!"
هاشمی رفسنجانی در تریبون نماز جمعهٔ بعد از مشخص شدن نتیجه انتخابات، خاطره ای را مربوط به روزهای قبل از انتخابات از داخل منزل خودشان تعریف می‌کند که عده ای هم آن صحبت هاشمی رفسنجانی را کنایه و توهینی به افرادی که به هاشمی رأی نداده بودند، دانستند و در واقع اینگونه ابراز کردند که هاشمی رفسنجانی عقل و فهم آن گونه افراد را همانند بچه‌ها و اطفال دانسته‌است.
هاشمی رفسنجانی در پشت تریبون نماز جمعه، خاطره ای با این مضمون بیان کرد: «در ایام رقابت انتخاباتی، در یکی از روزها که فرزندانم در خانه ما مهمان بودند، یکی از نوه‌های من در حال راه رفتن بر روی لبهٔ تراس منزل بود و من که متوجه این صحنه شدم، به یکی از بچه‌ها گفتم که او را بیاورد داخل اتاق. وقتی او را آوردند، کلی با او صحبت کردم که آنجا خطرناک است و ممکن است به پایین بیفتی و خون بیایید و آمپول و درد و اینها. ولی باز هم چند دقیقه بعد دیدیم که باز هم دارد بر روی لبهٔ تراس راه می‌رود. من که نگران شده بودم، گفتم دوباره نوه ام را آوردند و این بار با لحن تند تر به او تشری زدم و نوه ام بعد از کمی مکث، ناراحت شد و رفت داخل اتاق و چند دقیقه بعد دست مادرش را گرفته بود و آمد پیش من و گفت که حالا که با من تندی کردی و دعوایم کردی، به مادرم می‌گویم که به آقای جاسبی رأی بدهد.». هاشمی رفسنجانی بعد از بیان این ماجرا که با خندهٔ خودش و نمازگزاران همراه بود، ادامه داد که: «منظور من این نیست که هر کس به من رای نداده و به آقای جاسبی رای داده، عقلش در حد یه بچه هست، بلکه منظورم این هست که کودکان تا این حد حساس و عاطفی هستند و حتی کودکان هم، در مباحث عاطفی و در هنگام ناراحت شدن‌های خود، حتی عزیزان و پدربزرگ خود را که دوست دارند را هم در لحظهٔ ناراحتی کنار بگذارند و آن ناراحتی خود را به این صورت در قالب مباحث انتخاباتی نشان دهند.»

## آرای ماخوذه
اکبر هاشمی رفسنجانی با کسب ۱۰ میلیون و ۵۶۶ هزار و ۴۹۹ رای از مجموع ۱۶ میلیون و ۳۲۸ هزار و ۶۸۹ رای ماخوذه برای دومین بار به ریاست جمهوری انتخاب شد، میزان مشارکت در این دوره ۵۰٫۵ درصد بود.
| انتخابات ریاست‌جمهوری ایران (۱۳۷۲) | انتخابات ریاست‌جمهوری ایران (۱۳۷۲) | انتخابات ریاست‌جمهوری ایران (۱۳۷۲) | انتخابات ریاست‌جمهوری ایران (۱۳۷۲) | انتخابات ریاست‌جمهوری ایران (۱۳۷۲) | انتخابات ریاست‌جمهوری ایران (۱۳۷۲) | انتخابات ریاست‌جمهوری ایران (۱۳۷۲) | انتخابات ریاست‌جمهوری ایران (۱۳۷۲) | انتخابات ریاست‌جمهوری ایران (۱۳۷۲) | انتخابات ریاست‌جمهوری ایران (۱۳۷۲) |
| حزب                               | حزب                               | نامزد                             | مجموع آرا                         | مجموع آرا                         | انجمن بین‌المللی مطالعه سیاست      | انجمن بین‌المللی مطالعه سیاست      | یونایتدپرس اینترنشنال / ایرنا     | یونایتدپرس اینترنشنال / ایرنا     |                                   |
| حزب                               | حزب                               | نامزد                             | رای                               | %                                 | رای                               | %                                 | رای                               | %                                 |                                   |
| --------------------------------- | --------------------------------- | --------------------------------- | --------------------------------- | --------------------------------- | --------------------------------- | --------------------------------- | --------------------------------- | --------------------------------- | --------------------------------- |
|                                   | جامعه روحانیت مبارز               | اکبر هاشمی رفسنجانی               | ۱۰٬۵۶۶٬۴۹۹                        | ۶۴                                | ۱۰٬۵۶۶٬۴۹۹                        | ۶۳                                | ۱۰٬۵۵۳٬۳۴۴                        | ۶۳٫۲                              |                                   |
|                                   | مستقل                             | احمد توکلی                        | ۳٬۹۷۲٬۲۰۱                         | ۲۴٫۳                              | ۴٬۰۲۶٬۸۷۹                         | ۲۳٫۹۷                             | ۳٬۹۷۶٬۱۶۵                         | ۲۳٫۸                              |                                   |
|                                   | مستقل                             | عبدالله جاسبی                     | ۱٬۵۱۱٬۵۷۴                         | ۹٫۳                               | ۱٬۴۹۸٬۰۸۴                         | ۸٫۹۲                              | ۱٬۵۱۵٬۶۳۲                         | ۹٫۱                               |                                   |
|                                   | مستقل                             | رجبعلی طاهری                      | ۳۹۴٬۹۸۱                           | ۲٫۴                               | ۳۸۷٬۶۵۵                           | ۲٫۳۱                              | ۴۰۱٬۵۷۹                           | ۲٫۴                               |                                   |
| آرای خالی یا باطله                | آرای خالی یا باطله                | آرای خالی یا باطله                | گزارش نشده                        | گزارش نشده                        | ۳۱۷٬۶۷۰                           | ۱٫۸۹                              | ۲۵۳٬۵۳۰                           | ۱٫۵                               |                                   |
| جمع کل                            | جمع کل                            | جمع کل                            | ۱۶٬۳۲۸٬۶۸۹                        | ۱۰۰٫۰۰                            | ۱۶٬۷۹۶٬۷۸۷                        | ۱۰۰٫۰۰                            | ۱۶٬۷۰۰٬۲۵۰                        | ۱۰۰٫۰۰                            |                                   |